# Grand Prix moto de la Communauté valencienne 2018
Le  Grand Prix moto de la Communauté valencienne 2018 est la 18e et dernière manche du championnat du monde de vitesse moto 2018.
Cette 20e édition du Grand Prix moto de la Communauté valencienne se déroule du 16 au 18 novembre sur le Circuit de Valence Ricardo Tormo.